# Турфан (область)
Турфан (кит. 吐鲁番, пін. Tulufán, уйг. تۇرپان ۋىلايىتى) — міський округ у північно-східній частині Сіньцзян-Уйгурського автономного району КНР. Площа округу Турфан — 69 324 км². Населення — близько 570 000 жителів (2004). Адміністративний центр — місто Турфан.

## Історія

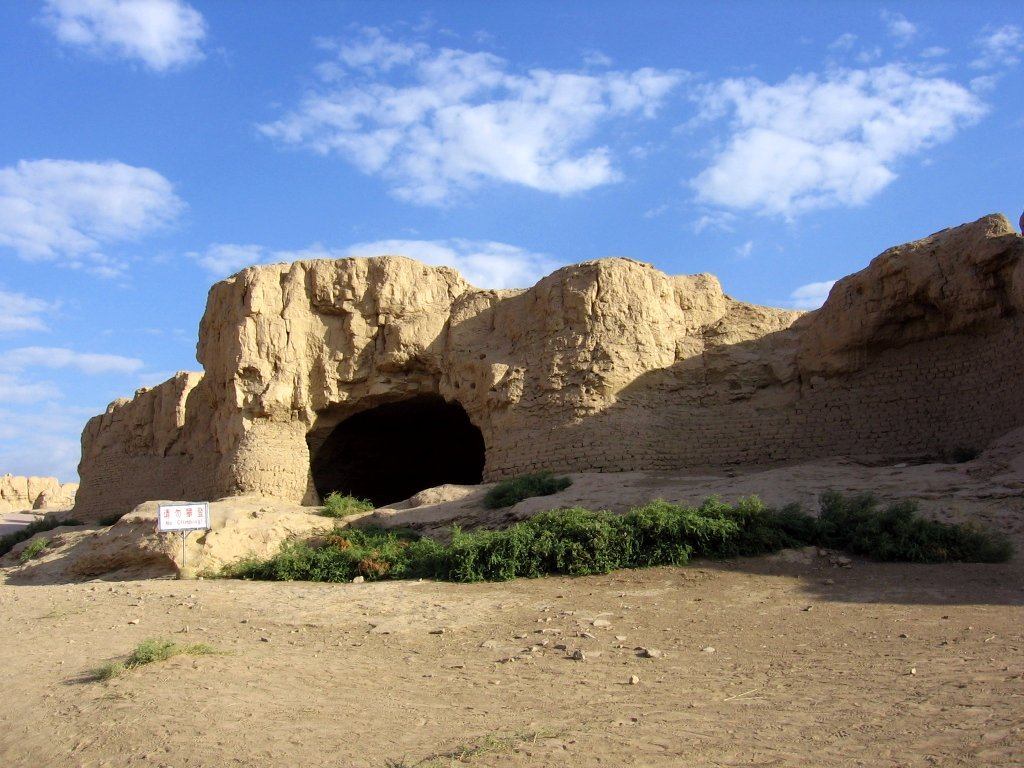
Руїни міста Цзяохе, Турфанська западина

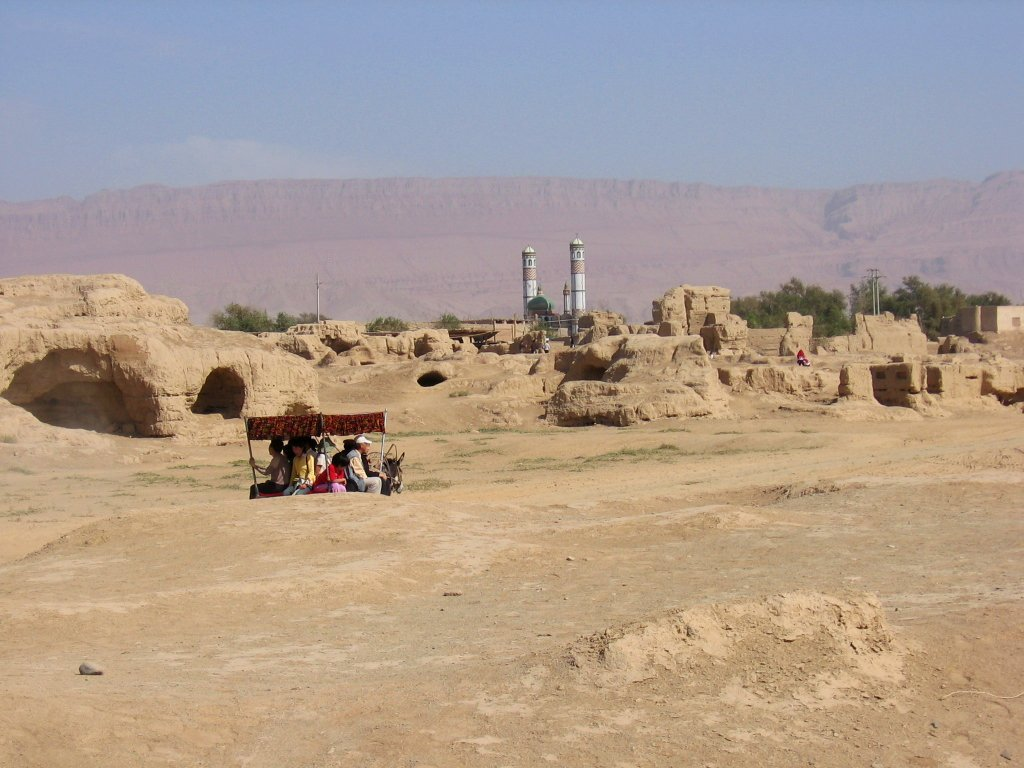
Стародавнє місто Гаочан

Турфанська долина була заселена людиною ще у період раннього неоліту в 6-7 тисячолітті до н. е. Основними заняттями племен у ті часи були мисливство і збиральництво. З переходом до феодальних відносин та розвитком сільського господарства і засобів виробництва люди поступово перейшли до осілого способу життя. Як свідчать китайські літописні джерела, першими відомими мешканцями Турфанської улоговини були согди — стародавній східноіранський етнос. Согдійці добре знали техніку кяризного зрошування, а тому успішно володіли майстерністю оживлення пустель. Проникнення китайців у регіон сучасної Турфанської оази розпочалося тільки у II ст. до н. е. Тут вони зіткнулися з нечисленним самостійним народом, який отримав назву чеши.
У Турфанській оазі виявлено могильники І тисячоліття до нашої ери, як-от: Айдін'ю та Субаші. У китайських писемних джерелах до н. е. згадується царство Цзуші (车 师) з центром у Турфані. 67 року до н. е. оаза тимчасово була завойована Китаєм, а 10 р. н. е. місто знову потрапило під владу Хунну, проте незабаром повернуло собі незалежність. У перші століття нашої ери народ Турфана говорив у більшості тохарською мовою, проте тут також проживали і китайці та согдійці. З 5 до 7 століття Турфан був під владою тюрків, а 640 року був окупований Китаєм, якого у 790 році змінили тибетці. З 843 року Турфанська оаза стала частиною уйгурської ідикутської держави Куча. Тоді поруч з державною релігією буддизмом набуло поширення і християнство, та маніхейство.

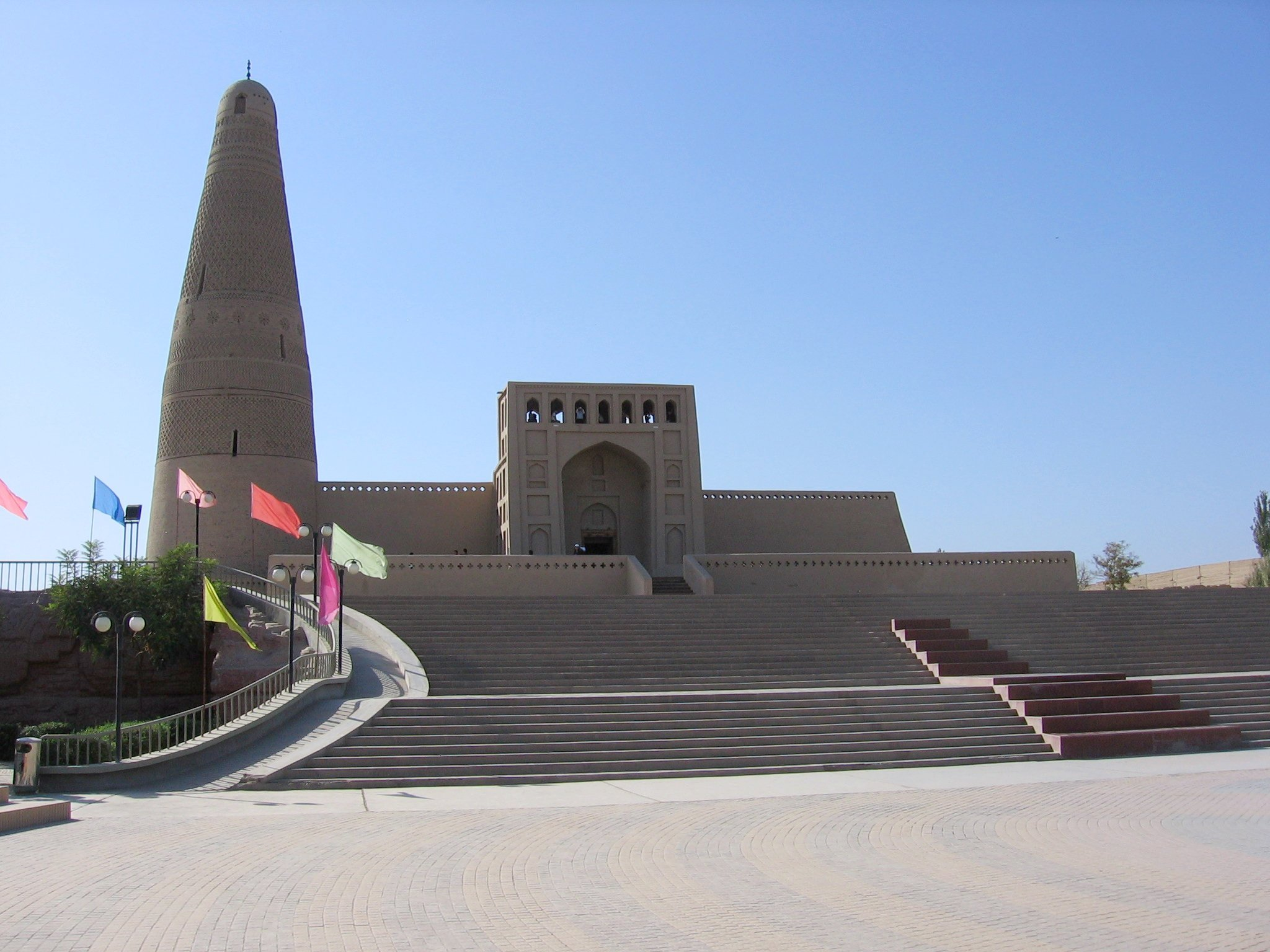
Мінарет еміра Іміна (Турфан)

У першому тисячолітті після Різдва Христового Турфан став важливим осередком торгівлі на Великому шовковому шляху, тут виявлено значні археологічні знахідки. Столицею держави турфанських ідикутів було місто Куча, сьогодні це Гаочан (高昌, Гаочан). Його столична територія охоплювала 2,3 км² і була обмежена прямокутним, заввишки до 20 м, у деяких місцях подвійним муром. Усередині міста знаходилися майже виключно гробниці і культові будівлі, світських споруд було дуже мало. До наших днів від них дійшли документи на різних мовах, зокрема, тексти державного характеру періоду династії Тан, коли Турфан був під владою Китаю. У цих документах висловлені цінні висновки щодо господарства та суспільства. Надалі давнє місто розташовувалося на оточеному скелями високому плато, де є сьогоднішній Ярхото (Yarxoto), ймовірно, центр держави Цзуші ханського періоду, а пізніше — столиця Уйгурської держави. Також Ярхото був основним храмовим містом. Крім того на околицях цих обох місць знаходяться численні буддійські храми, серед них і печерний монастир Безеклік.

## Визначні місця

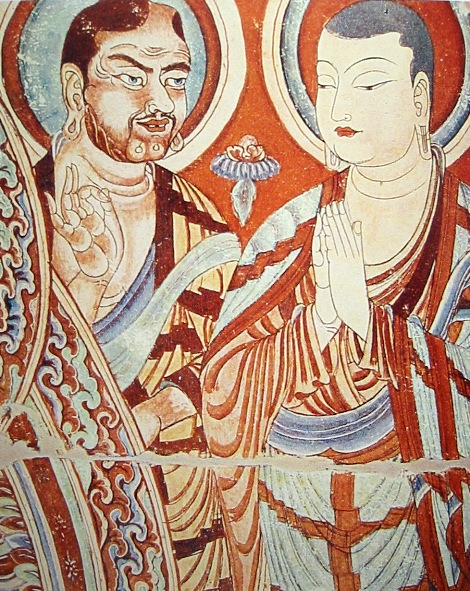
Фрески Безекліка

Турфанська долина має багате культурно-історичне минуле. Тут знаходяться понад 200 історичних пам'яток та місць з великим культурним надбанням. Поміж них один об'єкт державного значення (категорія 4A), 6 охоронюваних культурно-історичних об'єктів державного рівня, 32 охоронюваних об'єкта на рівні автономного району.
Визначними пам'ятками оази є насамперед: руїни міст Цзяохе і Гаочан, стародавній печерний монастир Безеклік з фресками 9 сторіччя та Палаючі гори.
Городище Цзяохе (交河故城). Розміщене за 10 км від Турфана. Засновниками стародавнього міста були чеши, перші жителі Турфанської улоговини. Знаходиться на у місці роздвоєння річки. Знищено монголами у 13 столітті.
Городище Гаочан (高昌 故城). На місці сьогоднішнього міста Гаочан розташовувалося стародавнє місто. Городище знаходиться за 30 км на північний захід від сучасного Турфана. Гаочан був заснований у 1 столітті до н. е. Знищений пожежею під час війни у 14 столітті.
Мінарет Іміна (苏 公 塔 або 额 敏塔) Пам'ятка мусульманської архітектури. Будівництво мінарету було завершено 1778 року за часів правління Сулеймана, сина Іміна. Мінарет Іміна оголошений охоронюваною пам'яткою державного значення.
Безеклікські печери (柏孜克里克 千佛洞). Безеклікські печери тисячі Будд розташовані на відстані 45 км від Турфана. Виникли вони у 5-9 століття н. е. між містами Турфан і Шаньшань (Ловлань) на північному сході пустелі Такла-Макан. Колись існувало понад 80 печер, з яких збереглися тільки 40, 6 з яких відкриті для відвідувачів. У печерах збереглася велика кількість фресок, мотиви які свідчать про тогочасне життя монахів. На початку 20 ст. ці буддійські пам'ятки були частково знищені, велика частина фресок розграбовано.

## Географія

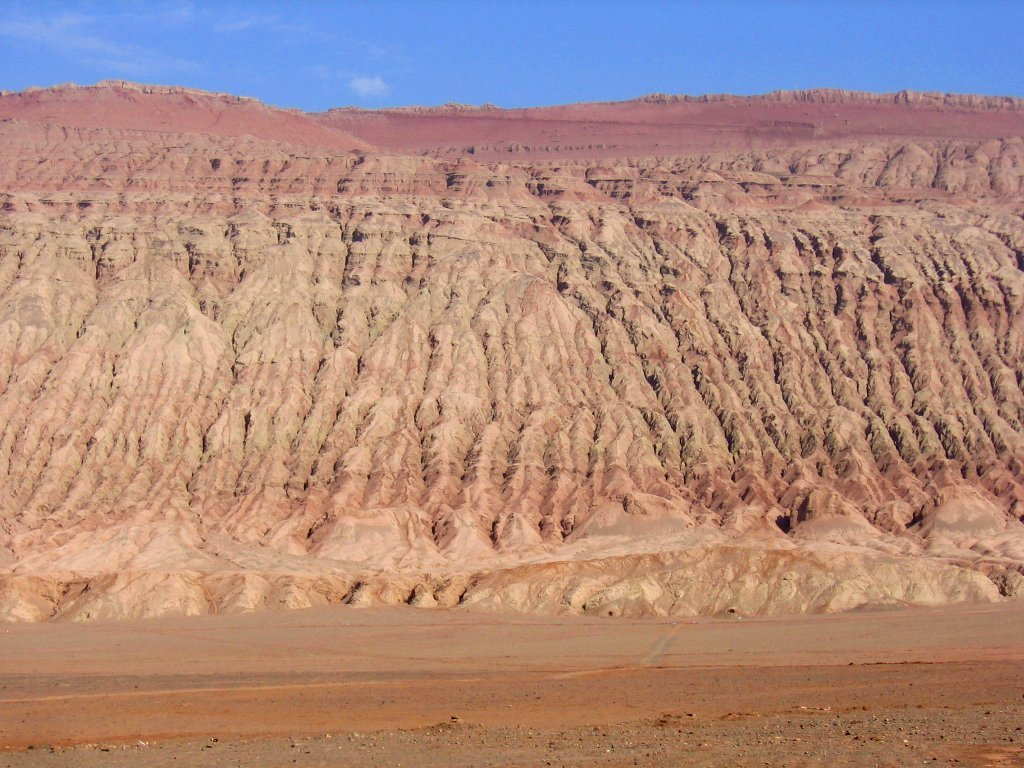
Палаючі гори

Префектура знаходиться у Турфанській западині у східних передгір'ях Тянь-Шаню і простягається приблизно від 41 ° 12 ' до 43 ° 40' північної широти, від 87 ° 16 ' до 91 ° 55' східної довготи. Найнижча точка Турфанської улоговини розташована на березі озера Айдинкьоль (Айдинколь) і розміщена на 154,50 метра нижче рівня моря. Таким чином, це друга найглибша долина у світі (після западини Мертвого моря). Територія улоговини обмежена гірськими хребтами Тянь-Шаню, на півночі горами Богдо-Ула, на півдні та південному заході — Чольтаг. Зі сходу та південного сходу долина виходить до Гашунської Гобі (див також Хамійська пустеля).

### Клімат
У Турфанській оазі панує континентальний клімат з різко спекотним літом та холодною зимою, річна сума опадів становить 16 мм. Літній максимум температури — 49 °С у тіні. Через вплив западини у Турфані нерідко зустрічаються дуже сильні вітри. Регулярні піщані бурі.

## Економіка
Нині в Турфанському окрузі виявлено понад 60 видів корисних копалин, у тому числі нафту, природний газ, кам'яне вугілля, золото, залізо, мідь, мірабіліт (глауберова сіль), граніт, калійну селітру(нітрат калію), натрієву селітру та інші. Турфансько-Хамійське нафтогазове родовище є одним з трьох найбільших нафтогазових родовищ Китаю. Турфансько-Хамійське вугільне родовище входить до складу 10 найбільших у світі вугільних басейнів, запаси вугілля басейну сягають 500 мільярдів тонн. Загальна площа нафтогазоносних пластів Турфанського округу досягає 25 тисяч км². У 2004 році валовий внутрішній продукт округу склав близько 9759 млн юанів.
Головне місце в аграрному секторі префектури Турфан, як і у цілому по Сіньцзяну займає оазове сільське господарство, можливості якого обмежені специфічними кліматичними умовами регіону. У Турфанській оазі успішно розвиваються бавовництво і виноградництво. Найбільший Турфанський білий виноград з виноградної долини відрізняється високим вмістом цукру (близько 20-22 %) і відмінними смаковими якостями. 75 % валового виробництва родзинок Китаю йде звідси, з Турфанської оази, родзинки вдало експортуються в різні країни світу і приваблюють туристів чи гостей долини. Також округ славиться своїми соковитими хамійськими динями.

## Адміністративний поділ
Округ Турфан поділяється на 1 міський повіт, 2 повіти:
| № | Назва                  | Китайська | Піньїнь       | Уйгурська (kona yezik̡) | Уйгурська (латинь) (yengi yezik̡) | Населення (2003 р.) | Територія (км²) | Густота (/км²) |
| - | ---------------------- | --------- | ------------- | ---------------------- | -------------------------------- | ------------------- | --------------- | -------------- |
| 1 | Міський повіт Турфан   | 吐鲁番市  | Tǔlǔfān Shì   | تۇرپان شەھىرى          | Turpan Shehiri                   | 260,000             | 13,690          | 19             |
| 2 | повіт Пічан (Шаньшань) | 鄯善县    | Shànshàn Xiàn | پىچان ناھىيىسى         | Pichan Nahiyisi                  | 210,000             | 39,759          | 5              |
| 3 | повіт Токсун           | 托克逊县  | Tuōkèxùn Xiàn | توقسۇن ناھىيىسى        | Toqsun Nahiyisi                  | 110,000             | 16,171          | 7              |

## Населення
За переписом населення 2000 року в окрузі Турфан проживало 550 731 мешканців. На уйгурів (див. турфанські уйгури) припадало 70,01 % усього населення префектури. Щільність населення становила 7,94 чол/км².
Розподіл населення за етнічною ознакою:
| Національність | Кількість | Частка  |
| -------------- | --------- | ------- |
| Уйгури         | 385.546   | 70,01 % |
| Ханьці         | 128.313   | 23,3 %  |
| Хуейцзу        | 35.140    | 6,38 %  |
| Казахи         | 321       | 0,06 %  |
| Туцзяни        | 274       | 0,05 %  |
| Маньчжури      | 254       | 0,04 %  |
| Монголи        | 158       | 0,03 %  |
| Ту             | 154       | 0,03 %  |
| Тибетці        | 105       | 0,02 %  |
| Мяо            | 98        | 0,02 %  |
| Чжуани         | 88        | 0,02 %  |
| Дунсяни        | 79        | 0,01 %  |
| Інші           | 201       | 0,04 %  |

| Китай | Це незавершена стаття з географії КНР. Ви можете допомогти проєкту, виправивши або дописавши її. |

1. ↑  Sixth National Population Census of the People's Republic of China
2. ↑  国务院第七次全国人口普查领导小组办公室 中国人口普查分县资料—2020 — 北京市: 中国统计出版社, 2022. — 983 с. — ISBN 978-7-5037-9772-9